# Wands
Wands (estilizado como WANDS) é uma banda de rock japonesa. Formada em 1991 por Show Wesugi, Kousuke Oshima e Hiroshi Shibasaki, esteve em atividade por nove anos originalmente. Ao longo de nove anos de atividade, teve dois vocalistas, guitarristas e tecladistas. Show Wesugi (vocalista), Hiroshi Shibasaki (guitarrista), Kousuke Oshima (tecladista) são os membros originais da banda. Shinya Kimura se juntou a eles depois que Oshima se retirou. Em 1997, Wesugi e Hiroshi deixou a banda, em seguida, Shinya reformou a banda com Jiro Waku (vocalista) e Issei Sugimoto (guitarrista). No entanto, o grupo foi oficialmente dissolvido em 2000. Retornaram em 2019 com o vocalista Daishi Uehara, que também faz parte da banda ZigZag.

## Carreira

### 1991–1996: Sucesso comercial
A banda foi fundada em 1991 pelo vocalista principal Show Wesugi, o guitarrista Hiroshi Shibasaki, e o tecladista Kousuke Oshima. Wesugi era um fã de Axl Rose e Oshima foi membro convidado da banda de rock japonês Loudness. Eles fizeram uma estreia com o single "Sabishisa wa Aki no Iro" (literalmente "A solidão é a cor do outono"). Seu 3º Single de 1992 "Motto Tsuyoku Dakishimeta Nara" (literalmente "Se eu abraçá-lo mais fortemente") alcançou a posição número um e foi traçado por 44 semanas nas paradas japonesas no ranking da Oricon.
No entanto, Oshima retirou-se da banda e Shinya Kimura se juntou à banda em 1992. Colaborando com Miho Nakayama, em outubro de 1992, eles lançaram "Sekaijuu no dare Yori Kitto" (literalmente "Certamente, mais do que qualquer pessoa no mundo"), que se tornou uma das populares canções "J-pop" de todos os tempos. Em 1992, eles participaram de famoso programa de fim de ano japonês chamado Kōhaku Uta Gassen pela canção. Junto com suas canções, Wesugi escreveu uma música para a Banda Deen 'um single de estréia, "Konomama Kimidake wo Ubaisaritai" (literalmente "Agora, eu quero fugir com você só"), que foi lançado em Março de 1993 e vendeu mais de um milhão cópias. Em abril de 1993, o seu álbum Toki no Tobira (literalmente "Porta Temporal") eo single "Ai wo kataru yori Kuchizuke Kawasou" (literalmente "Vamos beijar mais do que falar de amor") e ficou por 4 Semanas consecutivas no topo das paradas. Estreou no número um posições ao mesmo tempo nas paradas da Oricon, tornando-os o segundo artista a conseguir este feito seguido por Seiko Matsuda .Eles vendeu mais de 4,11 milhões de singles e 3,18 milhões de álbuns em um ano, ganhando o prêmio de "artista do ano" prêmio no 8 Japão prêmio Disco de Ouro.
Seu single de 1994, "Sekai ga owaru made wa..." (literalmente, "Até o Fim do Mundo ...") chegou a número um nas paradas Oricon. Foi o tema de encerramento da série de anime Slam Dunk. No entanto, Wesugi amava grunge e queria se transformar a banda em rock alternativo. "Sekai ga owaru made wa..." tornou-se sua última canção escrita pelo seu antigo estilo, porque ele sentiu que muitos músicos ao seu redor estavam fazendo a mesma coisa. A música de seu próximo single "Secret Night(~ It's My Treat ~)" foi mais deslocado para hardcore melódico, fazendo controvérsias.  No entanto, o seu 1995 álbum de estúdio Piece of My Soul também estreou na posição número um nas paradas de álbuns da Oricon, com a primeira semana de vendas faturando mais de 542.000 cópias.
O Estilo de Wesugi continuava sendo alterado. Com a canção "Same Side". Seu novo estilo foi dito ser "rebelde" e seu novo álbum estava em fase de conclusão, de acordo com Wesugi, seu novo álbum foi influenciado por punk., Blues com Grunge. Depois eles lançaram single "WORST CRIME ～About a rock star who was a swindler～" em fevereiro de 1996, no entanto, Wesugi e Shibasaki sairam da banda, que se diz ter sido a sua dissolução original. Os levantamentos foram anunciados oficialmente em 1997.
Wesugi continuou sua carreira musical e participou do sexto aniversário da hide 's a morte como o último cantor em 2004. Shibasaki formou uma banda de rock Abingdon Boys School com Takanori Nishikawa em 2005. Oshima também associado com Nishikawa no álbum de 2006 Under Cover.

### 1997–2000: Alteração e dissolução
Shinya Kimura reformou o grupo com o vocalista e guitarrista Jiro Waku, e Issei Sugimoto. Jiro Waku, cujo nome verdadeiro é Jiro Matsumoto, foi o primeiro líder de doze anos de Skateboarding Boys (antecessor de SMAP) em Johnny & Associates  A canção de estreia, "sabitsuita Machine Gun de Ima o Uchinukō", escrito por Miho Komatsu, foi adotada para o tema da série de anime Dragon Ball GT . Seu próximo single "Brand New Love" foi escrito por Izumi Sakai. Sakai também escreveu a canção "Ashita moshi Kimi ga kowaretemo" (literalmente "Mesmo se você quebrar amanhã"), que foi adotado para o tema da série de anime Yu-Gi-Oh!. Seu próximo single "Kyo, Nanika no Hazumi de Ikiteiru" (literalmente "Hoje, eu vivo por algum acaso") foi escrito por Nana Azuki, um futuro membro da Garnet Corvo. No entanto, o seu primeiro álbum de estúdio Awake, lançado em 27 de outubro de 1999, foi traçado para apenas três semanas, chegando ao número 18 nas paradas da Oricon. A banda se separou em 2000.

### 2019–presente: Renascimento
Em 13 de novembro de 2019, foi anunciado o retorno da banda e sua quinta geração de membros, com o novo vocalista Daishi Uehara e os ex-membros Shibasaki e Kimura. Em 17 de novembro de 2019, a banda fez sua primeira aparição no palco em 18 anos no Dojima River Forum. Em janeiro de 2020, uma nova canção, "Makka na Lip", foi lançada pela gravadora Giza Studio. É também música tema de abertura da série de anime Detective Conan.
Em 16 de fevereiro de 2020, foi anunciado que um novo single, "Daki Yose, Takamaru, Kimi no Taion to Tomoni", escrito por Shibasaki e Haibara, seria lançado em maio. O anúncio aconteceu após um evento especial ao vivo. Foi promovido como música tema da série de televisão japonesa Silent Voice. É a primeira música tema de um drama de televisão da banda em 28 anos.

## Membros
- Hiroshi Shibasaki (柴崎 浩, Shibasaki Hiroshi, nascido em 13 Dezembro de 1969)
- Shinya Kimura (木村 真也, Kimura Shinya, nascido em 28 Julho de 1969)
- Daishi Uehara (上原 大史, Uehara Daishi, nascido em 20 de agosto de 1987)

Ex membros
- Show Wesugi (上杉 昇, Uesugi Noburu, Nascido em 24 Maio de 1972)
- Kousuke Oshima (大島 こうすけ, Ōshima Kōsuke, Nome Original: Kosuke Ohsima (大島 康祐, Ōshima Kōsuke), Nascido em 4 Setembro 1970)
- Hiroshi Shibasaki (柴崎 浩, Shibasaki Hiroshi, Nascido em 13 Dezembro de 1969)
- Shinya Kimura (木村 真也, Kimura Shinya, Nascido em 28 Julho de 1969)
- Jiro Matsumoto (松元 治郎, Matsumoto Jirō, Nome Original: Jiro Waku (和久 二郎, Waku Jirō), Nascido em 11 December 1970)
- Issei "Sugimoto" Ambo (安保 "Sugimoto" 一生, Ambo Sugimoto Issei, Nome Original: Issei Anbo (安保 一生, Anbo Issei), Nome na Banda: Issei Sugimoto (杉元 一生, Sugimoto Issei), Nascido em 8 Maio de 1972)

## Discografia

### Singles
|             | Data de Lançamento   | Titulo                                              | Informação do Álbum                                                                | Colocações na Oricon                                                                                             |
| ----------- | -------------------- | --------------------------------------------------- | ---------------------------------------------------------------------------------- | --- |
| 1ª Formação | 4 Dezembro de 1991   | "Sabishisa wa Aki no Iro"                           | Letras: Show Wesugi Música: Seiichirou Kuribayashi Arranjos: Masao Akashi          | Ranking Semanal: Número 63                                                                                       |
|             | 13 Maio de 1991      | "Furimuite Dakishimete"                             | Letras: Show Wesugi Música: Kousuke Ohshima Arranjos: Kousuke Ohshima              | Ranking Semanal: Número 80                                                                                       |
|             | 1 Julho de 1992      | "Motto Tsuyoku Dakishimetanara"                     | Letras: Show Wesugi, Tsutomu Uozumi Música: Yoshio Tatano Arranjos: Takeshi Hayama | Ranking Semanal: Número 1 (2-Semanas seguidas) Ranking Anual de 1992: Número 59 Ranking Anual de 1993: Número 11 |
| 2ª Formação | 26 Fevereiro de 1993 | "Toki no Tobira"                                    | Letras: Show Wesugi Música: Kousuke Ohshima Arranjos: Masao Akashi                 | Ranking Semanal: Número 1 Ranking Anual de 1993: Número 7                                                        |
|             | 17 Abril de 1993     | "Ai wo Kataru Yori Kuchizuke wo Kawasou"            | Letras: Show Wesugi Música: Tetsurou Oda Arranjos: Masao Akashi                    | Ranking Semanal: Número 1 (4-Semanas seguidas) Ranking Maio de 1993: Número 1 Ranking Anual de 1993: Número 14   |
|             | 7 Julho de 1993      | "Koiseyo Otome"                                     | Letras: Show Wesugi Música: Kousuke Ohshima Arranjos: Takeshi Hayama               | Ranking Semanal: Número 1 (2-Semanas Seguidas) Ranking Julho de 1993: Número 1 Ranking Anual de 1993: Número 25  |
|             | 17 Novembro de 1993  | "Jumpin' Jack Boy"                                  | Letras: Show Wesugi Música: Seiichirou Kuribayashi Arranjos: Takeshi Hayama        | Ranking Semanal: Número 2 Ranking Anual de 1993: Número 106 Ranking Anual de 1994: Número 44                     |
|             | 8 Junho de 1994      | "Sekai ga Owaru Made wa..."                         | Letras: Show Wesugi Música: Tetsurou Oda Arranjos: 'Takeshi Hayama                 | Ranking Semanal: Número 1 (2-Semanas seguidas) Ranking Anual de 1994: Número 10                                  |
|             | 13 Fevereiro de 1995 | "Secret Night: It's My Treat"                       | Letras: Show Wesugi Música: Seiichirou Kuribayashi Arranjos: Daisuke Ikeda         | Ranking Semanal: Número 1 Ranking Anual de 1995: Número 53                                                       |
|             | 4 Dezembro de 1995   | "Same Side"                                         | Letras: Show Wesugi Música: Show Wesugi, Hiroshi Shibasaki Arranjos: Wands         | Ranking Semanal: Número 2 Ranking Anual de 1995: Número 128                                                      |
|             | 1 Fevereiro de 1996  | "Worst Crime: About a Rock Star who was a Swindler" | Letras: Show Wesugi Música: Hiroshi Shibasaki Arranjos: Hiroshi Shibasaki          | Ranking Semanal: Número 9 Ranking Anual de 1996: Number 183                                                      |
| 3ª Formação | 3 Setembro de 1997   | "Sabitsuita Machine Gun de Ima o Uchinikou"         | Letras: Miho Komatsu Música: Miho Komatsu Arranjos: Daisuke Ikeda                  | Ranking Semanal: Número 4                                                                                        |
|             | 11 Fevereiro de 1998 | "Brand New Love"                                    | Letras: Izumi Sakai Música: Masaaki Watanuki Arranjos: Wands                       | Ranking Semanal: Número 17                                                                                       |
|             | 10 Junho de 1998     | "Ashita Moshi Kimi ga Kowaretemo"                   | Letras: Izumi Sakai Música: Aika Ohno Arranjos: Wands                              | Ranking Semanal: Número 8 Ranking Anual de 1998: Número 189                                                      |
|             | 31 Março de 1999     | "Kyo, Nanika no Hazumi de Ikiteiru"                 | Letras: Azuki Nana Música: Makoto Miyoshi Arranjos: Wands                          | Ranking Semanal: Número 32                                                                                       |

### Collaborações
| Data Lançada       | Titulo                                                      | Informação do Álbum                                                              | Colocações na Oricon |
| ------------------ | ----------------------------------------------------------- | -------------------------------------------------------------------------------- | --- |
| 28 Outubro de 1992 | Sekaijuu no Dare Yori Kitto with Miho Nakayama              | Letras: Show Wesugi, Miho Nakayama Música: Tetsurou Oda Arranjos: Takeshi Hayama | Ranking Semanal: Número 1 Ranking Anual de 1992: Número 31 Ranking Janeiro de 1992: Número 1 Ranking Anual de 1993: Número 10 |
| 9 Junho de 1993    | Hateshinai Yume o with ZYYG, Rev, Zard com Shigeo Nagashima | Letras e Música: Show Wesugi Izumi Sakai Masayuki Deguchi Seiichirou Kuribayashi | Ranking Semanal: Number 2 |

### Álbuns Originais
|             | Data Lançada       | Titulo           | Colocações na Oricon                                                                                           |
| ----------- | ------------------ | ---------------- | --- |
| 1ª Formação | 17 Junho de 1992   | Wands            | Ranking Semanal: Número 10                                                                                     |
| 2ª Formação | 17 Abril de 1993   | Toki no Tobira   | Ranking Semanal: Número 1 (4-Semanas seguidas) Ranking Janeiro de 1993: Número 2                               |
|             | 6 Outubro de 1993  | Little Bit...    | Ranking Semanal: Número 2 Ranking Janeiro de 1993: Número 10                                                   |
|             | 24 Abril de 1995   | Piece of My Soul | Ranking Semanal: Número 1 (2-Semanas seguidas) Ranking Maio de 1995: Número 1 Ranking Anual de 1995: Número 16 |
| 3ª Formação | 27 Outubro de 1999 | Awake            | Ranking Semanal: Número 18                                                                                     |

### Melhores Álbums: Compilações
|             | Data Lançada       | Titulo                                | Colocações na Oricon                                       |
| ----------- | ------------------ | ------------------------------------- | ---------------------------------------------------------- |
| 2ª Formação | 16 Março de 1996   | Singles Collection +6                 | Ranking Semanal: Número 1 Ranking Anual de 1996: Número 26 |
| 3ª Formação | 6 Novembro de 1997 | Wands Best: Historical Best Album     | Ranking Semanal: Número 1 Ranking Anual de 1997: Número 81 |
|             | 9 Junho de 2000    | Best of Wands History                 | Ranking Semanal: Número 17                                 |
| Various     | 25 Agosto de 2002  | Complete of Wands at the Being Studio | Ranking Semanal: Número 47                                 |
|             | 12 December 2007   | Best of Best 1000 Wands               | Ranking Semanal: Número 52                                 |
|             | 27 Maio de 2008    | Wands Best Hits                       |                                                            |

### VHS & DVDs
| Titulo                                 | Data Lançada     | Formato   |
| -------------------------------------- | ---------------- | --------- |
| Best of Wands Video History            | 1 Agosto de 2000 | VHS & DVD |
| Wands Best Live & Clips                | 8 Agosto de 2012 | DVD       |
| Legend of 90s J-Rock Best Live & Clips | 8 Agosto de 2012 | DVD       |